# Улица Возмездия
У́лица Возме́здия — (до 1 мая 1920 г. Кладби́щенская) улица, располагавшаяся в Советском районе города Челябинска. Улица проходила между ул. Цвиллинга и ул. Свободы от ул Плеханова к Челябинскому железнодорожному вокзалу.

## История
До 1920 года улица Возмездия называлась Кладбищенской, её переименование произошло после того, как исполнительный комитет городского Совета Челябинска издал постановление, по которому часть центральных улиц города получили новые названия в честь павших героев Гражданской войны, борцов за свободу и новых революционных символов. Улица Кладбищенская входила в ныне несуществующий Железнодорожный район г. Челябинска и по этому постановлению получила название «улица Возмездия».
Примерно в 1938 году северную часть улицы, выше от ул. Орджоникидзе, объединили с ул. Пушкина, но застройка по ул. Возмездия ещё продолжалась.

## Наши дни
В настоящий момент, улица Возмездия, также как и Кладбищенская улица, не имеет упоминаний в документах и на карте города.
Улица прекратила своё существование в конце 80-х годов XX века.
Доказательствами её существования являются архивные документы и старые планы города, но до сих пор ещё возможно обнаружить указатель с названием улицы на старом техническом здании, принадлежащее муниципальному предприятию «МП ЧЕЛЯБ ГЭТ», возле дома по ул. Цвиллинга, 61а.